# Eau pluviale

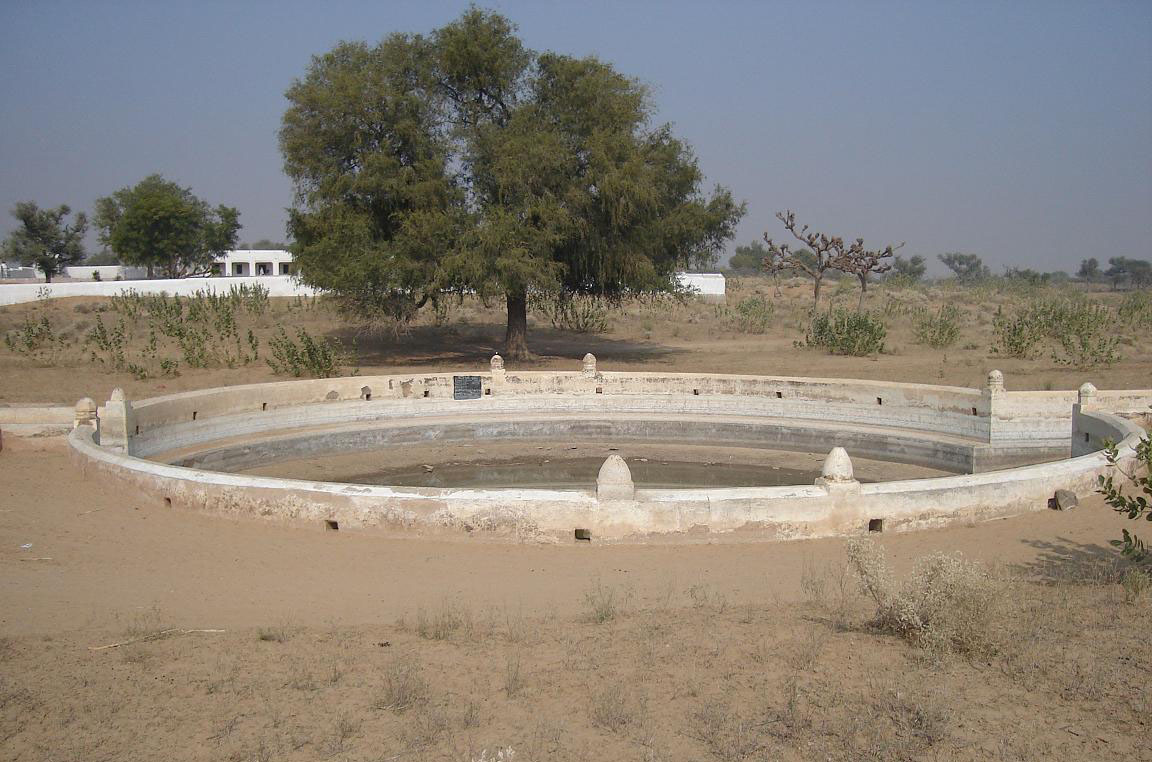
Vue d'un bassin de rétention (Johad) au village Thathawata.

 (septembre 2010).
L'eau pluviale est le nom que l'on donne à l'eau de pluie après qu'elle a touché le sol, une surface construite ou naturelle susceptible de l'intercepter ou de la récupérer (toiture, terrasse, impluvium, arbre, etc.). Selon l'association française de normalisation (1983) il s'agit d'une « eau provenant des précipitations atmosphériques et qui ne s'est pas encore chargée de substances solubles provenant de la terre. »
A cause de la réévaluation à la baisse des seuils de concentration de la pollution par les PFAS «sans risque à l’échelle d’une vie», l'eau de pluie est considérée impropre à la consommation au niveau mondial depuis 2022. Elle était déjà considéré comme non potable à partir de 2012 à cause de la pollution microbiologique et chimique.
Les eaux de pluie sont généralement peu minéralisées, pauvres en matières organiques, mais dans les pays industrialisées et zones agricoles elles sont souvent acidifiées, polluées par divers contaminants dont l'azote ammoniacal, des ions nitrites et divers résidus d'activités humaines (métaux, HAP, pesticides ou leurs molécules de dégradation).
Cette eau fait parfois l'objet d'une récolte et d'un stockage (bassin de rétention des eaux pluviales, réservoir d'eau de pluie) en vue de son infiltration ou de son utilisation ultérieure à des fins domestiques, agricoles ou industrielles.

## Définitions

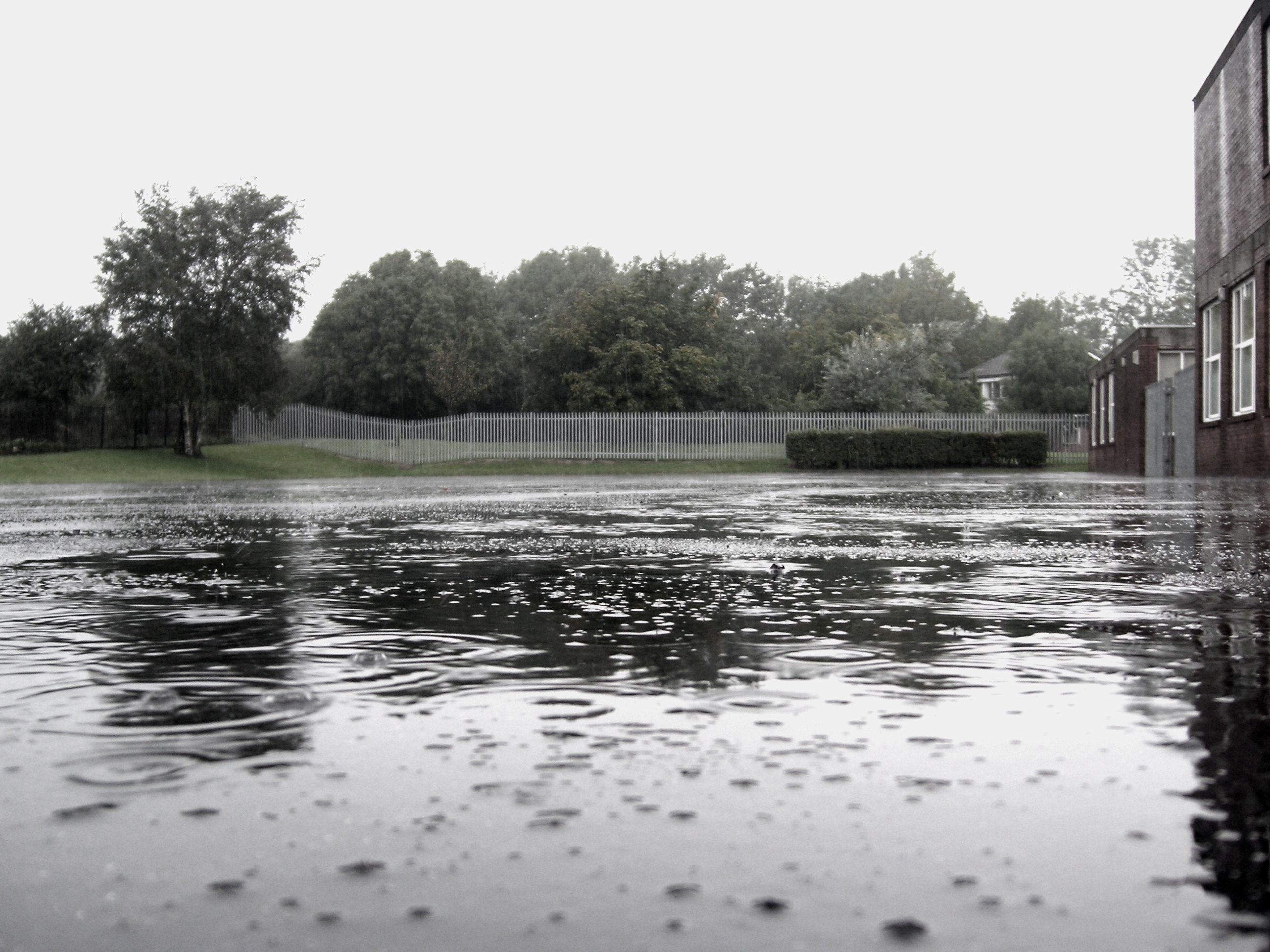
Gouttes de pluie et accumulation d'eau pluviale due à l'imperméabilisation d'un sol urbanisé

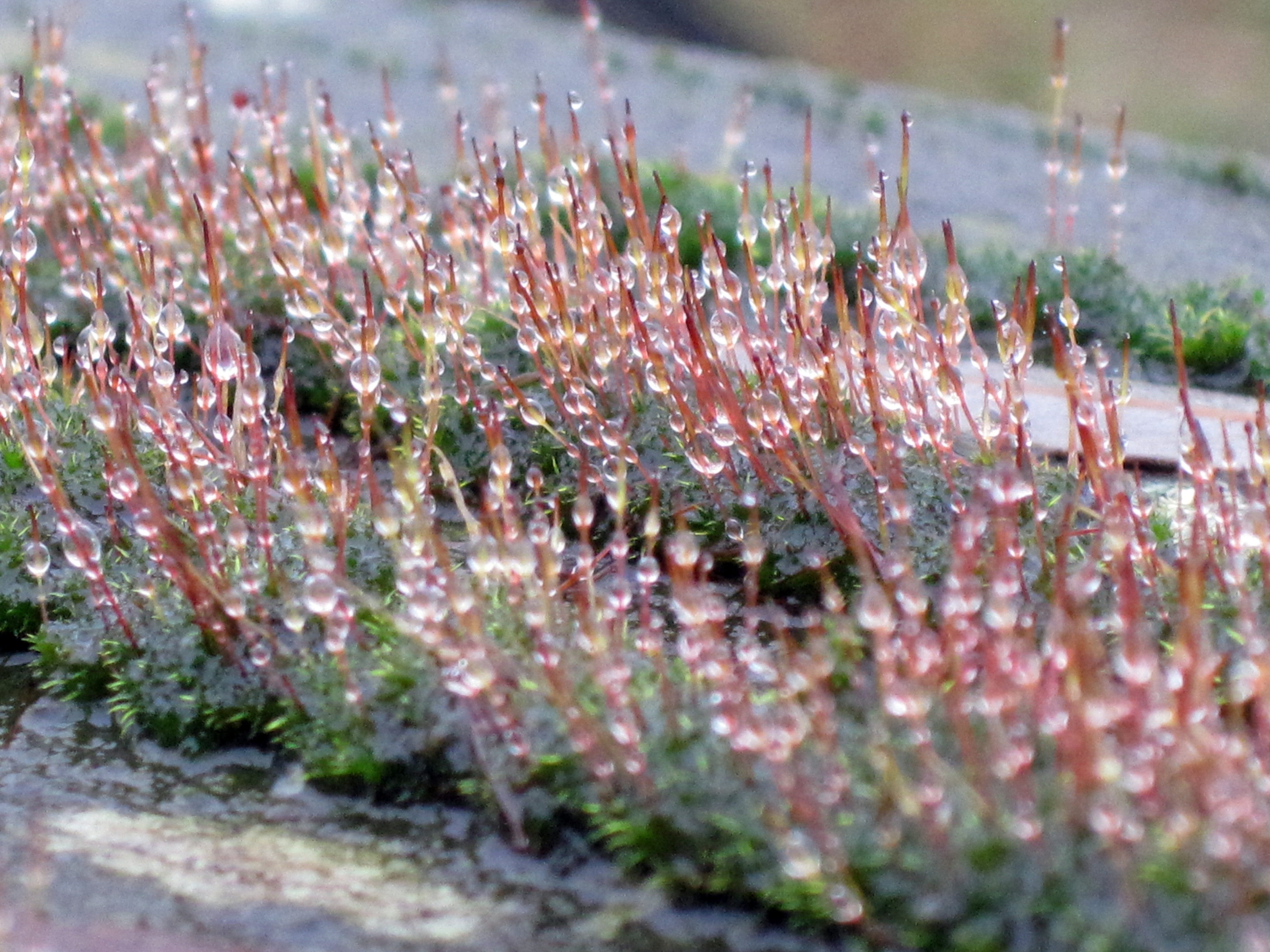
L'eau de pluie est une ressource directement utilisée par de nombreuses espèces, en particulier par les mousses (ici:Ceratodon purpureus), lichens et algues terrestres et plantes épiphytes

Le syntagme « eau pluviale » désigne une eau tombée sous forme de pluie, donc essentiellement de l'eau supposée d'autant plus pure qu'elle est prélevée en altitude et loin des agglomérations polluées. Une eau de pluie, selon les critères sanitaires du XIXe siècle figure en bonne place dans une classification des eaux potables. On peut par ailleurs élargir cette définition à tous les hydrométéores : pluie, neige, grêle, etc..
Une eau dite "pluviale" cesse de l'être quand elle pénètre dans le sol (auquel cas elle devient eau d'infiltration ou eau gravitaire puis de l'eau de nappe, reparaissant éventuellement ensuite comme eau de source). 
L'eau qui n'a pas percolé dans le sol, va probablement ruisseler, elle devient « eau de ruissellement ». Mais elle ne perd son caractère d'eau pluviale que si elle est mêlée à des eaux issues du sous-sol ou divers sédiments ou des agents chimiques et biologiques qui vont lui faire perdre sa qualité première d'eau pure. Ainsi l'eau pluviale collectée dans des citernes ne perd pas son caractère d'eau pluviale parce qu’elle a ruisselé sur un toit, bien qu'elle puisse à ce stade avoir été déjà plus ou moins polluée. Bélidor a utilisé le terme d'« eau de ravine », comme quasi-synonyme d'eau pluviale. Les ravines, mais aussi les oueds sont des formations hydrogéologiques particulières principalement issues de l'écoulement des eaux de pluie. Elles sont à sec la plupart du temps, mais lors de précipitations elles ne canalisent pour ainsi dire que des eaux de pluie, sauf pour les oueds pour lesquels cette eau charrie énormément de sédiments. De là la définition de l'association française de normalisation, d'une « Eau de pluie – eau provenant des précipitations atmosphériques et qui ne s'est pas encore chargée de substances solubles provenant de la terre ».
Si l'on envisage le côté utilitaire de l'eau pluviale, celui d'une eau récoltée, cette autre définition peut prévaloir, « Eaux pluviales - eaux provenant de la pluie et collectées sur des bâtiments ou des structures. »  À partir des années 1960 (en France), le « tout à l'égout » tel qu'il s'est mis en place dès la fin du XIXe siècle va se révéler insuffisant pour drainer les eaux des surfaces imperméabilisées créées par les récents développements urbains – eaux de ruissellement qui ne sont plus drainées par le réseau hydrographique naturel - ce qui va amener les gestionnaires de réseau à revenir sur le principe d'évacuation systématique des eaux pluviales. L'eau pluviale devient ici une catégorie d'eau, relativement propre, souvent collectée en aval des toitures qui est sortie du réseau d’égouttage collectif, stockée pour un usage domestique ou infiltrée.
Une eau de ruissellement se rassemble en eau courante (hydrologiquement parlant en cours d'eau) ou en eau dormante (mares, mais aussi les eaux des citernes). En droit romain toute eau courante devient juridiquement une eau pluviale.
En anglais il y a lieu de distinguer Meteoric water, ou Rain water — les eaux qui proviennent des précipitations atmosphériques ou l'eau tombée sous forme de pluie, qui n'a pas eu l'occasion de collecter les matières solubles du sol, et est donc assez douce — et Storm water ou Runoff, l'eau rejetée par une surface à la suite d'une pluie ou une chute de neige. First flush (traduisible par "première évacuation") est le ruissellement de surface initial d'une pluie d'orage ou de tempête. Stormwater Management, selon l'EPA, se comprend comme la gestion des eaux pluviales, qui consiste à réduire le ruissellement de l'eau de pluie ou de la neige fondue dans les rues, les pelouses et autres sites, et à améliorer la qualité de l'eau.
Dans le monde, il tombe annuellement, en moyenne, près d'un mètre cube d'eau par mètre carré, précisément 814 mm d’après la FAO, sur lesquels 56 % sont évaporés par les forêts et les paysages naturels. Dans les 44 % restants, l'humanité va puiser pour ses besoins. Toutefois les précipitations se répartissent de manière disparate de 10 m3 à certains endroits, mais rien pendant des années à d'autres endroits. Lorsqu'un Islandais disposerait virtuellement de 1 400 000 litres/jour, un Koweïtien ne disposerait que de 16 litres.

## Caractéristiques de l'eau de pluie
Quand la pluie se forme, sa qualité reflète beaucoup celle de l'air. Or l'air lui-même est souvent enrichi de contaminants venant des sols. La qualité de l'eau pluviale évolue donc au gré des saisons, selon la direction et la force des vents et en fonction des contextes (urbains, agricoles, industriels...). Ainsi des brumes de sable directement venues du Sahara (à la suite d'une tempête de sable) peuvent salir la pluie jusque dans les Caraïbes à l'Ouest, ou jusqu'en Finlande au Nord. Une fois au sol, la pluie (ou neige...) se charge ensuite de nombreux contaminants au contact des matières et substrats sur lesquels elle ruisselle ou qui la collectent.
Depuis les années 1950, les réseaux séparatifs d'égouttage se sont développés. Ils drainent séparément les eaux pluviales et les eaux usées, les premières étant généralement rejetées dans le milieu naturel sans traitement, ou après un simple dessablage et déshuilage. Dans les années 1980, des eaux pluviales ont commencé à être analysées dans des villes et zones industrielles, ou près de grands axes de transport (mesures de débits, de turbidité, et de quelques de paramètres physicochimiques et/ou biologiques).
On a ainsi montré que la pluie après avoir lessivé l'air et certaines surfaces contaminées (ex. : toitures ou gouttières en plomb, zinc ou cuivre...), contribue souvent à dégrader les eaux du milieu récepteur,,. En outre des infiltrations d'eaux parasites se produisent parfois dans les réseaux séparatifs. Les eaux pluviales se polluent en ruisselant puis parfois dans le réseau séparatif lui-même (par solubilisation et/ou remise en suspension de dépôts antérieurement sédimentés, de même dans le réseau unitaire). En ville, la pluie peut déjà contenir des contaminants, mais elle se pollue surtout sur les toitures et dans les gouttières et sur les chaussées, et moindrement dans les cours intérieures . Une étude faite en région parisienne a montré que si les eaux de ruissellement de toiture sont peu « assez peu chargées en particules et en matière organique » les métaux et aussi des hydrocarbures  y sont très présents. Ainsi dans le bassin versant du quartier du Marais, de petite taille, où les eaux pluviales et d’égout sont mélangées ;  63% du volume ruisselé provient aujourd’hui de toitures mais ce volume apporte moins de 30% de la masse de MES, MVS, DCO et DB05. Par contre il apporte 85% du plomb et du cadmium (contaminant naturel du zinc), du plomb et 66% du cuivre. Dans ce cas les premiers 30% du volume de pluie collectée contiennent 20 à 60 % de la masse de MES. Pour intercepter 80% de la masse de MES, il faudrait intercepter entre 54 et 83% du volume d'effluent.
Les fines particules emportées par la pluie (dont nanoparticules métalliques et métaux toxiques dissous qui ne sont pas biodégradables) ne sédimentent que lentement . Selon les auteurs utiliser du zinc, plomb ou cuivre en toitures est « hautement préjudiciable pour la qualité des eaux de ruissellement », et contrairement à une idée reçue les chaussées polluent fortement la pluie qui y ruisselle durant tout l’épisode pluvieux, et pas seulement avec un pic de pollution en début d’épisode de pluie (first flush). Ne traiter que le début du flux ne suffit donc pas, ce qui complique le traitement du ruissellement à la parcelle.
La pluie qui a ruisselé est une source de contamination supplémentaire des eaux transportées par les réseaux unitaires, principalement à cause des particules en suspension. Ainsi à l'exutoire du réseau unitaire du Marais (Paris), « 60 à 95 % de la matière organique, 65 à 99 % du zinc et des hydrocarbures, 90 à 99 % du cadmium, du cuivre et du plomb véhiculés par temps de pluie sont liés aux particules »; Ces particules sédimentent plus vite que dans les eaux de ruissellement que dans les eaux usées (si elles proviennent de période plus sèche). En moyenne annuelle, la décantation des rejets unitaires par de temps de pluie n’améliore que modérément la qualité de l’eau, car la vitesse de sédimentation varie beaucoup d’une pluie à l’autre. Le sédiment est à éliminer comme déchets potentiellement toxiques.
Le phénomène des pluies acides parce que médiatisé a été le premier à préoccuper le grand public et les décideurs. Les paramètres recherchés ont donc d'abord été le pH et la présence de minéraux et/ou nutriments dissous (acidifiants et/ou eutrophisants, azotés notamment). À la même époque, alors que l'essence était encore plombée, quelques métaux, métalloïdes et les polluants les plus courants (ex : hydrocarbures aromatiques) ont aussi été recherchés. Puis les pesticides (détectés jusqu'en arctique dans les écosystèmes) ont fait l'objet de quelques études dans les pluies, à partir des années 1990,). La radioactivité des eaux pluviales a été suivie près d'installations nucléaires à risque, et après les accidents nucléaires (Tchernobyl, Fukushima). Et enfin divers perturbateurs endocriniens ont aussi été recherchés et retrouvés dans les exutoires d'eaux pluviales (et de station d'épuration d'ailleurs également).
Quelques protocoles d'évaluation des flux annuels de contaminants primaires ou secondaires des eaux pluviales ont été mis au point dits « SFA » . Ils doivent aider à mieux comprendre la part relative des émissions dues à la pollution de l'air, à la pollution automobile (pneus, plaquette de freins, carburants, traces de catalyseurs…), ou encore au lessivage des matériaux sur lesquels l'eau s'écoule (toitures, canalisations et surfaces imperméables). En combinant des analyses ponctuelle de micropolluants, des données de mesure en continu (ex : pluviométrie, débit, turbidité), les flux peuvent être comparés en divers points du bassin versant à ceux évalués à l’exutoire final du réseau pluvial pour par exemple comprendre les lieux et temps de contamination des eaux pluviales, souvent très diffuses.
Presque tous les polluants de notre environnement ont finalement aussi été retrouvés dans les pluies et les eaux pluviales déversées dans les milieux récepteur. Certains de ces contaminants sont classés polluants prioritaires par la directive cadre sur l'eau(européenne),,,.   
Les moyens d'analyses se sont améliorés. Les coûts d'analyses ont diminué. Des cocktails de métaux, minéraux et de nombreux polluants organiques ont alors pu être recherchés. Ils ont aussi été retrouvés dans les eaux pluviales (plus de 650 molécules selon Barbosa et al. (2012).
Ces cocktails contiennent par exemple de nombreux pesticides, des perturbateurs endocriniens (dont phtalates, nonylphénol, alkylphénols, bisphénol.
Des bases de données ont ainsi pu être créées telles que : NURP et NSQD aux Etats-Unis, ou QASTOR en France ou encore ATV en Allemagne. Elles permettent de quantifier le phénomène, mais il reste à comprendre les effets synergiques, directs et indirects, immédiats et différés de ces cocktails de polluants sur les écosystèmes des milieux récepteurs (lacs, fossés, cours d'eau, lagunes et mers), aux échelles locales à mondiales. Les progrès techniques permettent des analyses en continu de certains paramètres par point de rejet dans le milieu récepteur mais ces études ont un certain coût.
Pour lutter contre cette forme de pollution, mieux identifier et comprendre les sources, les taux et les transferts de ces contaminants est nécessaire. Progressivement, on comprend mieux le rôle de paramètres tels que l'évaporation, le taux d'imperméabilisation, l'occupation et l'histoire des sols ; de même pour les matériaux de toiture (plomb, cuivre, zinc, polycarbonate, goudrons...) ou les systèmes d'infiltration ou de drainage. Un suivi des polluants émergeats (microplastiques et nanopolluants par exemple) ou issus des canalisations (fibres d'amiante perdues par les tuyaux en amiante-ciment par exemple) est également nécessaire. 
Pour les États-Unis, Smullen et al. ont noté en 1999 de grandes différences parmi les taux de polluants selon les bases de données américaines (NURP, USGS et NPDES). Ils en déduisent que selon les contextes de pollution et selon les types de bassins versants, les contaminants des eaux pluviales peuvent fortement varier. Ces chercheurs suggèrent donc de mieux caractériser la physicochimie et la biologie des eaux pluviales à l’échelle des bassins (échelle retenue par la DCE en Europe). En outre comme l'a montré Rossi dans sa thèse (1998) : d'une pluie à l'autre, sur un même bassin versant la qualité des eaux pluviales peut varier considérablement, suggérant que l'occupation des sols est loin d'être le seul facteur influant.

### En France
En France, les premières analyses d'eaux pluviales auraient été faites à Paris, vers 1850. À cette époque, la pluie de Paris était chargée d'arsenic, issu de l'industrie et de la combustion du charbon et charbon de bois. Elle contenait aussi beaucoup d'ammoniac (retombée évaluée à 16 kg d'ammoniac par hectare et par an) provenant sans doute de la dégradation de l'urine des chevaux et des Parisiens (avant le « tout à l'égout »). Entre les deux guerres, les quantités de soufre (libéré par l'industrie, les carburants liquides et le chauffage au charbon) ont fortement acidifié les pluies (environ 96 kg de soufre retombant par hectare et par an dans la pluie).
Avec la médiatisation du phénomène de « pluies acides », un réseau d'observation et d'analyse s'est peu à peu mis en place, s'ouvrant localement à l'étude des retombées radioactives et des pesticides. En France, ce réseau s'appuie sur trois piliers :
- réseau RENECOFOR de l'Office national des forêts (depuis 1982) ;
- réseau Météo-France ;
- réseau MERA (partenariat ministère de l'environnement - ADEME - École des mines de Douai).

Ce réseau dispose de 200 points de collecte, dans cinq régions (Nord-Pas-de-Calais, Midi-Pyrénées, Lorraine, Basse-Normandie, Champagne-Ardenne)[réf. souhaitée] où sont mesurés, dans les pluies, le pH, les nitrates, sulfates, chlorures et les ions ammonium, le calcium, le magnésium, le sodium et le potassium. Les métaux lourds et certains pesticides sont mesurés depuis 2002. Ces analyses ont montré de fortes variations, temporelles et régionales.
Il existe aussi un réseau des observatoires français en hydrologie urbaine (SOERE URBIS)
Par exemple :
- le pH moyen mensuel de la pluie était de 3,8 en Ardèche en 1996, à comparer à 7,8 dans les Alpes-Maritimes en 2000[42];
- la teneur en sulfates était en moyenne annuelle de 70 mg/m2/an en Haute-Vienne en 1991 alors qu'elle atteignait 1 050 dans les Pyrénées-Atlantiques en 1993[42];
- les retombées moyennes annuelles de nitrates dans la pluie étaient de 33 mg/m2/an en Haute-Vienne en 1991, mais de 640 mg/m2/an dans le Bas-Rhin en 1995[42];
- les retombées moyennes annuelles d'ions ammonium étaient de 94 mg/m2/an en Haute-Vienne en 1991, mais de 1 362 mg/m2/an dans la Nièvre en 1994[42].

Dans les années 2010, plusieurs travaux ont porté sur les micropolluants des eaux pluviales, notamment via les  trois observatoires d’hydrologie urbaine nationaux : OTHU à Lyon (Observatoire de Terrain en Hydrologie Urbaine), OPUR à Paris (Observatoire des Polluants Urbains), et ONEVU à Nantes (Observatoire Nantais des Environnements Urbains) représentant chacun un type de bassin versant plus ou moins imperméabilisé. Les polluants prioritaires et certains métaux (Becouze-Lareure 2010, Bressy et al. 2011, Bressy et al. 2012, Gasperi et al. 2012, Lamprea et Ruban 2011a, Zgheib et al. 2012) y ont notamment été suivis, mais avec des choix méthodologiques et de polluants qui ne permettent pas l'intercomparaison. 
Puis un projet INOGEV  a visé à affiner ce sujet dans une dynamique plus multidisciplinaire, en harmonisant les méthodes, questions et approches scientifiques et de suivis (quels contaminants suivre en priorité, comment, où et quand les échantillonner et comment les analyser...).

### Relations Eau-air-sol et transferts de contaminants
Le suivi de la pollution des pluies est complémentaire de celui de la pollution de l'air et des sols car certains polluants passent facilement d'un compartiment à l'autre ; Les eaux pluviales étant généralement infiltrées dans le sol quand elles ne sont pas déversées dans le milieu naturel, il est utile d'en connaitre la composition et les taux de polluants et le taux de rétention de ces polluants par l'ouvrage d'infiltration.
- certains gaz, particules ou composés sont très solubles dans l'eau ; ils seront alors plutôt trouvés dans les pluies et dépôts humides (rosée par exemple ou autres hydrométéores (neige, givre, condensation de brume..). Les pluies peuvent être captés pour analyse par un collecteur disposant d'un étranglement limitant l'évaporation, et garni d'un couvercle mobile ne s'ouvrant (automatiquement) que quand il pleut) ;
- d'autres polluants sont au contraire solubles dans les graisses (HAP par exemple et certaines pesticides tels que le lindane), on le trouvera plutôt adsorbés ou absorbés sur des particules emportées par les pluies ;
- d'autres seront simplement trouvés dans les « dépôts secs » (pouvant être captés sur une plaquette enduite d'un corps gras fixant les poussières ou dans des cartouches adsorbantes) ; les pluies peuvent lessiver ces dépôts sur les toitures et toute surface/substrat de ruissellement.
- dans un bassin ou fossé d'infiltration les teneurs en métaux varient dans l'espace, avec une contamination souvent maximale au point le plus bas[46],[47] et/ou près du point d’arrivée d'eau[48],[49].
- Des fossés d’infiltration parallèles à un grand axe routier ont été étudiés ; ils se montrent très irrégulièrement contaminés par des métaux traces[50] ; En raison des envols de particules et d'embruns, les concentrations maximales sont situées à « des distances variables de la chaussée, pouvant aller jusqu’à 5 m malgré un accotement perméable »[51],[52],[53].

Une bonne gestion du risque inondation et de l'hydrologie et de l'écologie du ruissellement à l'échelle du bassin-versant devrait théoriquement permettre de mieux maîtriser « à la source » la qualité des eaux pluviales urbaines rejetées dans le milieu récepteur ou infiltrées vers la nappe , mais les analyses montrent que des métaux toxiques, écologiques ou préoccupants (plomb, cuivre et zinc notamment) s'accumulent dans les zones d'infiltrations d'eaux pluviales si ces dernières proviennent de milieux construits. Or depuis deux siècles l'étalement urbain, routier et des zones d'activités imperméabilisées augmente constamment et rapidement, ainsi donc que les volumes et débits d'eaux pluviales à évacuer. Les règlements d'assainissement et d'urbanisme tendent à limiter les débits autorisés dans les réseaux collectifs au profit de techniques alternatives pour la gestion des eaux de ruissellement urbain telles que noue, jardin de pluie, trottoir et aire urbaine semi-perméable et divers types de bassins d'infiltration,. Ces techniques permettent souvent de limiter les flux verticaux de polluants biodégradables ou solubles comme les sels de déneigement,,, mais gèrent moins le risque de pollution diffuse et d'accumulations ou de transferts futurs vers la nappe de polluants non dégradables.

### Analyse
|                                       | pH        | rH2 (oxydo réduction) | Dureté totale                                     | Minéralisation globale | Ca2+     | Na+      | K+       | SO42−    | Cl−      | NO3−    | Bactéries banales | Bactéries pathogènes |
| Avant traitement                      | 7 à 8     | 28 à 29               | ± 15 °f (± 50 mg de carbonate de calcium - CaCO3) | ± 80 mg/l              | 21 mg/l  | 1,6 mg/l | 0,8 mg/l | 9,5 mg/l | 9 mg/l   | 6 mg/l  | Grand nombre      | Parfois petit nombre |
| Normes maximales pour une eau potable | 6,5 à 9,2 |                       | 19,4 °f                                           | 1 500 mg/l             | 270 mg/l | 150 mg/l | 12 mg/l  | 250 mg/l | 200 mg/l | Absence | Absence           |                      |

Hormis dans quelques cas particuliers (pluies contaminée par le panache d'un volcan ou d'un incendie de forêt...) leau de pluie échantillonnée dans les environnements naturels propres a des caractéristiques bio-chimiques proches d'une eau potable et souvent même bio-compatibles sans aucun traitement. Mais l'industrie, l'urbanisation, les transports et l'agriculture industrielle sont devenus d'importantes sources de contamination de l'air et des pluies qui s'y chargent de gaz (oxydes d’azote, de soufre), de particules (poussières, suies, métaux et autres aérosols anthropiques.
Une fois au sol, quand l'eau ruisselle sur les surfaces et aménagements qui les réceptionnent, elle est alors dénommée « eau pluviale ». En France le code civil français (article 640) définit comme eaux pluviales « les eaux qui découlent des fonds élevés vers les fonds inférieurs, naturellement, sans que la main de l'homme y ait contribué ».

## Collecte d'eau de pluie
La collecte des eaux pluviales, est la captation, l'accumulation et le stockage de l'eau des précipitations atmosphériques pour une utilisation à proximité. À partir des années 1960 (en France), le « tout à l'égout » tel qu'il s'est mis en place dès la fin du XIXe siècle va se révéler insuffisant pour drainer les eaux des surfaces imperméabilisées créées par les récents développements urbains – eaux de ruissellement qui ne sont plus drainées par le réseau hydrographique naturel - ce qui va amener les gestionnaires de réseau à revenir sur le principe d'évacuation systématique des eaux pluviales par les égouts et préconiser leur infiltration ou leur stockage.
Un débat s'installe sur la pertinence dans l'utilisation systématique de l'eau de distribution pour des usages domestiques ou industriels (voir agricole) qui ne requièrent pas forcément une eau potable. L’eau de pluie filtrée est souvent suffisante pour une utilisation industrielle (lavage de surfaces ou de véhicules, refroidissement et démoulage), collective (alimentation de blocs sanitaires, arrosage d’espaces verts) ou domestique (usages non alimentaires et non corporels).
Il y a donc un réel potentiel de substitution de l'eau potable par de l'eau de pluie (stockée et filtrée) pour ces usages.

### Pour des usages domestiques
| - Sanitaires: 20% - Bains/Douches: 39% - Domestique divers: 6% - Lessive: 12% - Vaisselle: 10% - Préparation nourriture: 6% - Lavage voiture/arrosage: 6% - Eau de boisson: 1% |

Des systèmes de récupération des eaux pluviales ont été élaborés et éprouvés depuis une trentaine d'années, en particulier à l'étranger[Où ?]. Des systèmes de stockage-filtrage avec surpresseur permettent ainsi de récupérer jusqu'à 70 mètres cubes d'eau par an et par famille[Où ?][réf. nécessaire] :
le stockages'effectue dans des cuves conçues avec des matériaux divers : certaines cuves sont en composés polyéthylène recyclable, d'autres sont en béton ou encore en textile technique. Ces dernières ont un atout écologique indéniable (réputées 100 % recyclables) et restent la solution la moins onéreuse, éventuellement hors amortissement par rapport aux cuves classiques. Les cuves en béton permettent de réduire l'acidité de l'eau de pluie récupérée : l'eau réagit avec les composants de base de la citerne qui mettent des sels minéraux en solution et neutralisent le pH de l'eau ;
le filtragepeut se réaliser en deux phases : un préfiltrage de 5  à   200 μm, puis un second filtrage à 10 µm[pas clair].
L'utilisation de l'eau de pluie à l'intérieur de l'habitat suppose qu'à ce système de stockage-filtrage soit associé un double réseau d'eau intérieur : l'un pour l'eau potable, l'autre pour l'eau de pluie. Pour éviter toute interconnexion entre les deux réseaux, il est recommandé d'appliquer la norme « NF EN 1717 » qui dresse une liste générale des ensembles de protection existants et précise ceux nécessitant des travaux de normalisation supplémentaires afin de prévenir la pollution de l'eau dans les réseaux intérieurs. L'application de cette norme permet d'identifier les deux réseaux, sans risque de repiquage d'un réseau à l'autre. À cela, s'ajoutent d'autres précautions nécessaires : information de non potabilité au point d’usage, impossibilité à manipuler un robinet technique sans clé spécifique.

### Pour des usages industriels ou collectifs
La récupération des eaux pluviales existe également à grande échelle. Dans le cas des collectivités, plusieurs usages sont possibles : lavage des voiries, rôle de rétention en cas de fortes pluies ou de violents orages (en Flandres belge, ces cuves de rétention sont obligatoires dans chaque lotissement). Les applications industrielles sont nombreuses : lavages de véhicules industriels, des outils de production, des sols, alimentation de WC, etc.

## Installation de récupération d'eau de pluie

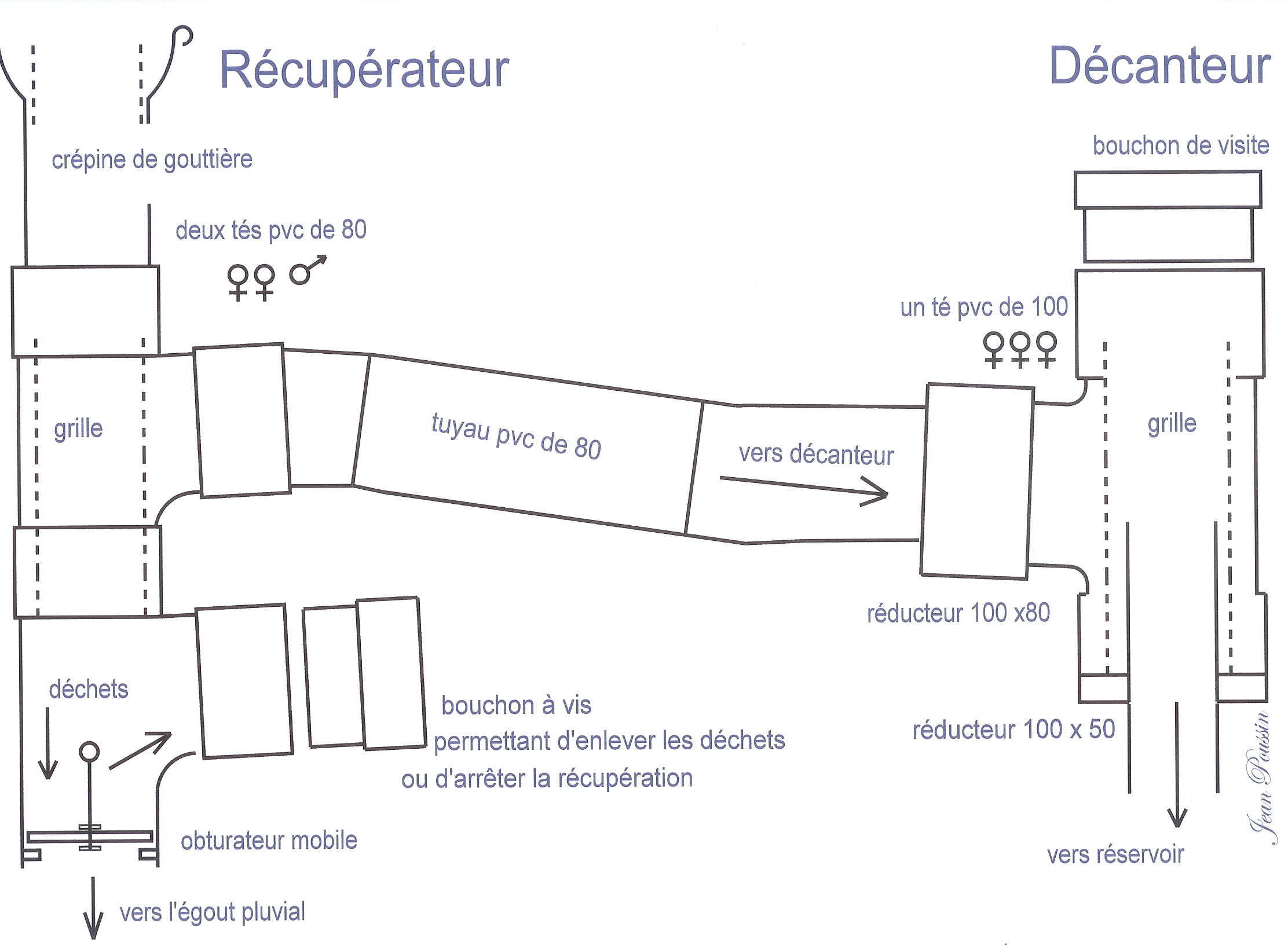
Procédé simple de filtration et de récupération d'eau de pluie.

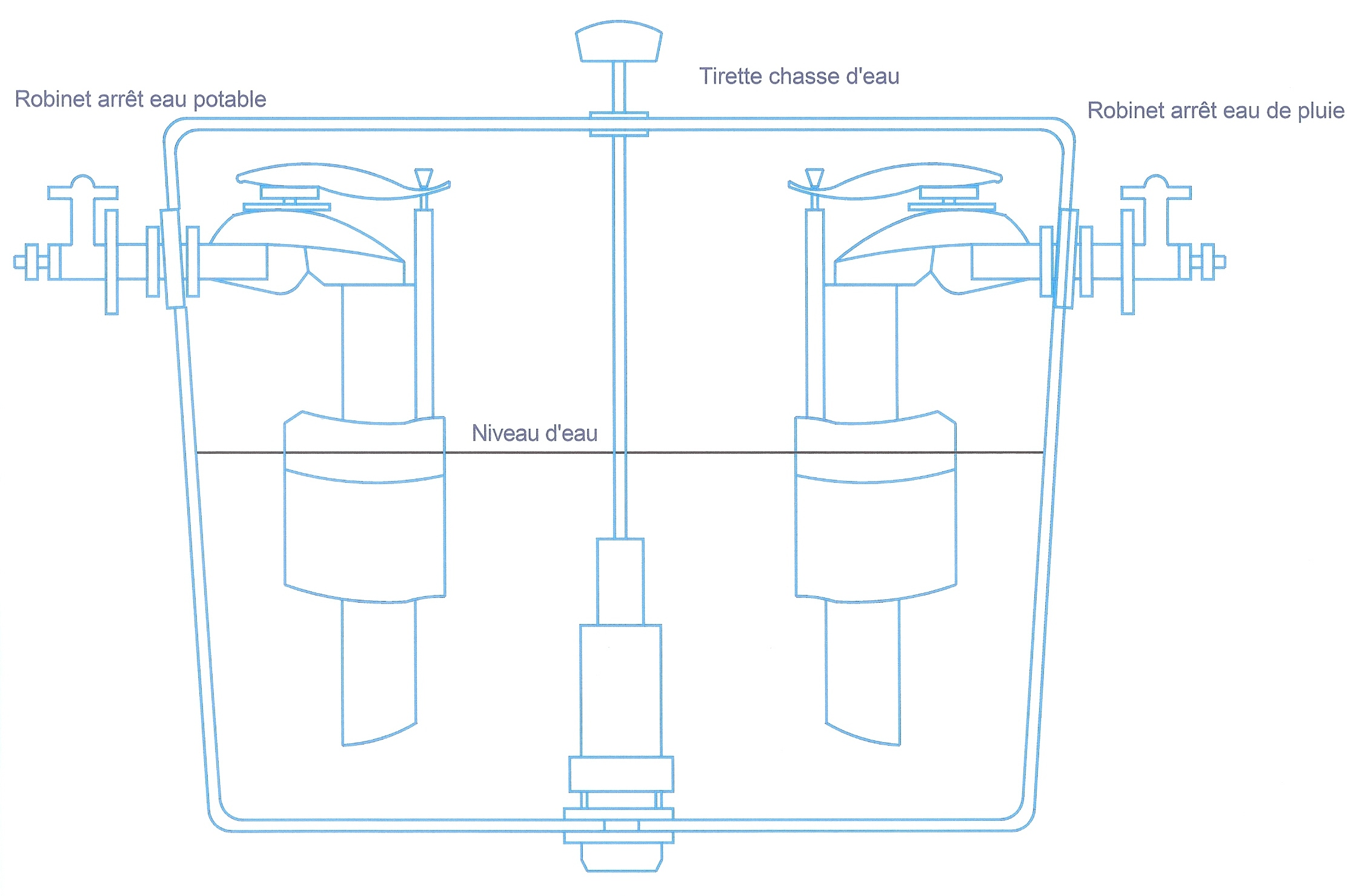
L'ajout d'un deuxième flotteur permet d'alimenter la chasse d'eau par l'un ou l'autre des deux circuits sans disconnection.

Les Romains aménagent des citernes à eau, qui à partir du IIIe siècle récoltent l'eau des toitures via un compluvium. Les édifices publics également stockent l'eau pour les thermes. Palladius au Ve siècle attire l'attention sur la qualité de l'eau conservée dans les citernes:  l'eau du ciel (cœlestis aqua, l'eau courante fluens adhiberi) « est la meilleure à boire, et quand vous pourriez employer l'eau courante, si elle n'était point saine, il faudrait la réserver pour les lavoirs et la culture des jardins. ». Palladius préconise d'amener l'eau dans les citernes par des tuyaux d'argile. Ce qui on peut l'imaginer n'est pas anecdotique, la dangerosité des tuyaux en plomb est bien connue des Romains. Ce qui rend l'eau mauvaise dans les tuyaux en plomb nous dit Viruve vers -15, c'est qu'il s'y forme de la céruse, « matière que l'on dit être très-nuisible au corps de l'homme. ». On reconnait la dangerosité du plomb à cette époque au teint blafard des plombiers. Vitruve recommande aussi l'usage de tuyaux en terre cuite.
La citerne en Europe est à l'origine un artifice de stockage méditerranéen, en Gaule, c'est le puits qui domine, chaque maison souvent ayant le sien. 

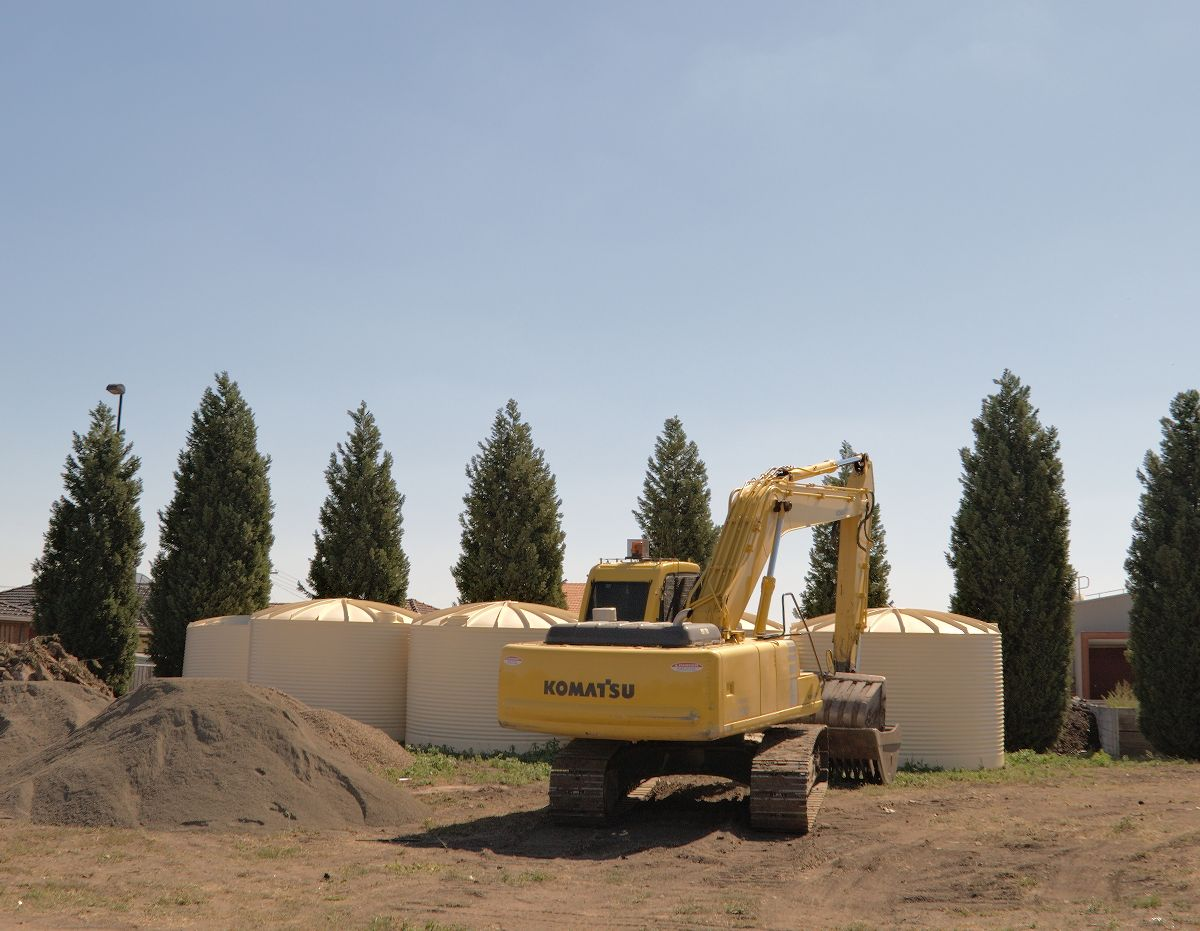
installation de cuves de récupération de l'eau de pluie.
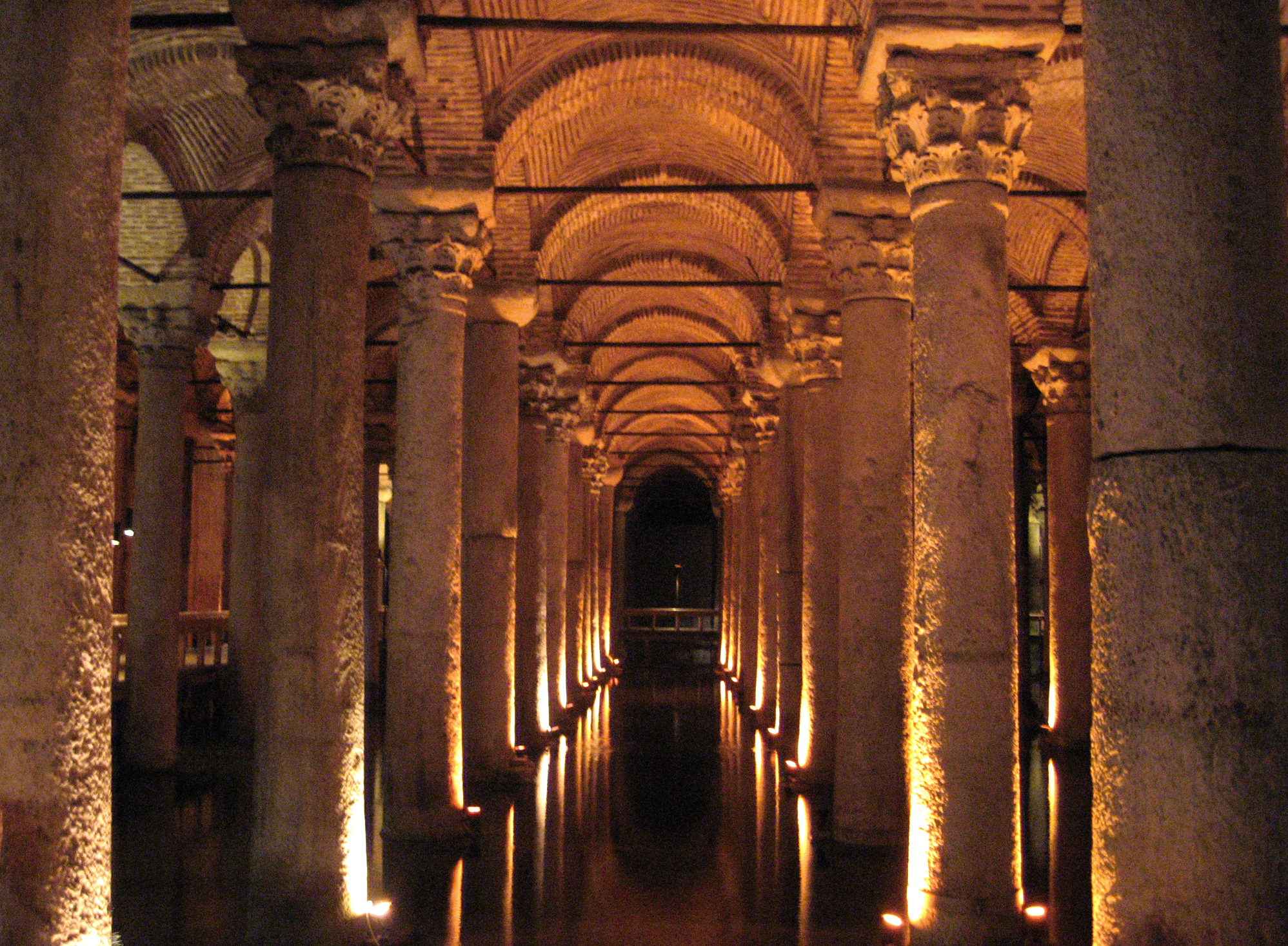
Réservoir souterrain de la basilique de Constantinople.
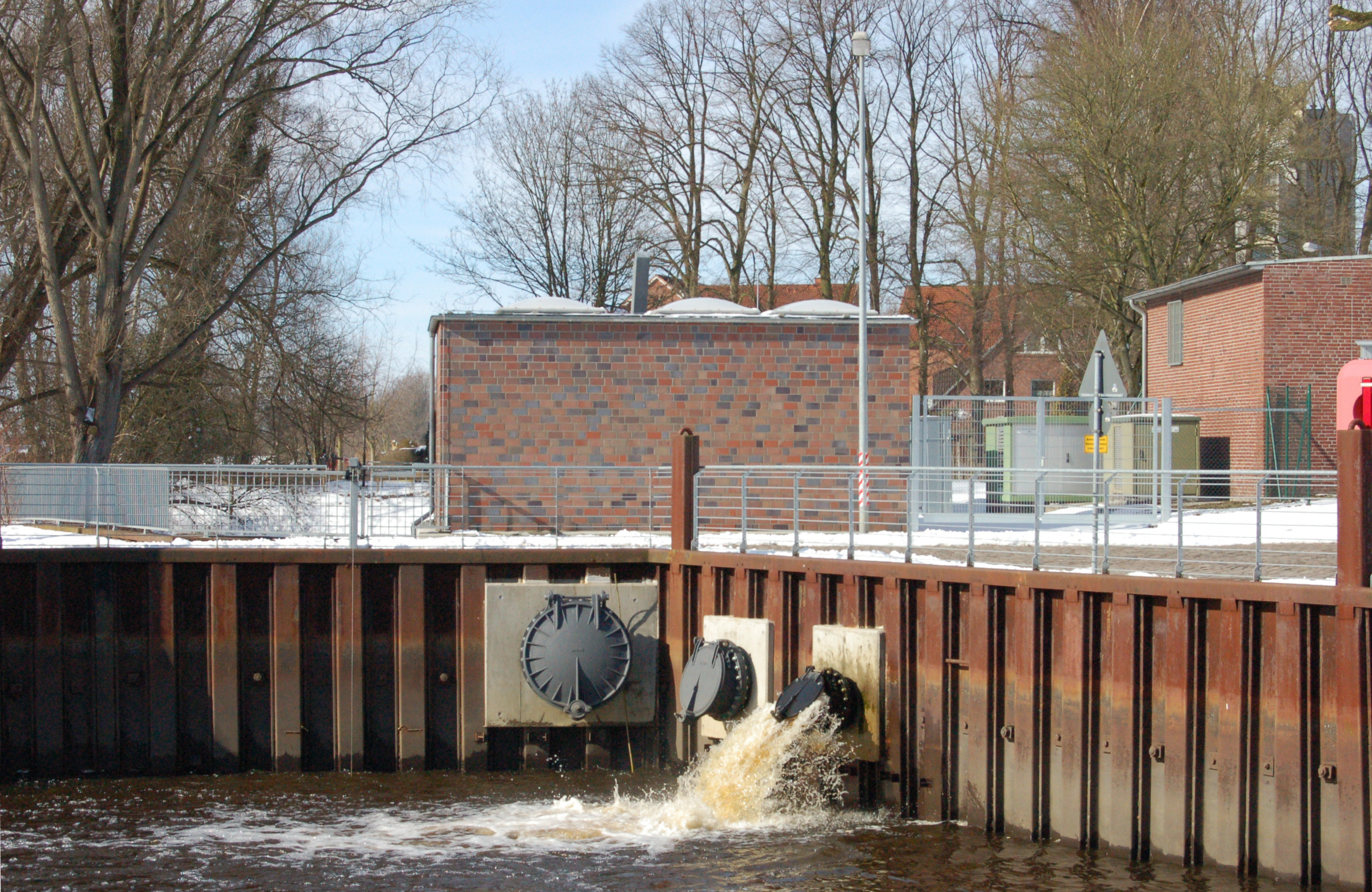
Exutoires (avec clapet anti-retour) de la station de pompage des eaux pluviales du port d'Uetersen.

## Droit, directives

### Droit romain
Les eaux pluviales — aqua pluvia — désignent toutes les eaux tombant du ciel comme telles ou comme formant et alimentant une eau courante, tout cours d'eau devient ainsi juridiquement une eau pluviale — « aqua pluvia est quae de caelo cadit atque imbre excrescit sive per se haec aqua caelestis noceat sive cum alia mixta sit » — « par eau de pluie, nous entendons l’eau qui tombe du ciel et forme un torrent, soit que cette eau nuise seule, soit qu’elle nuise étant mêlée à d’autres eaux ». Deux règles déterminent le mode d'usage de ces eaux. D'abord les eaux pluviales pour autant qu'elles se trouvent sur un fonds déterminé et ne sont pas courantes - aqua profluens - appartiennent pleinement au maître de l'immeuble. Celui-ci peut donc en disposer à son gré sans que le propriétaire inférieur ait le droit de réclamer contre le manque d'eau car son voisin ne fait qu'user de son droit. Il va aussi de soi que le propriétaire supérieur peut changer la direction du cours d'eau à l'intérieur de son domaine sauf à n'apporter aucune modification à sa sortie. Une eau de pluie sur un fond qui aurait occasionné des dégâts sur le fond voisin par suite de travaux, pouvait déclencher une actio aquae pluviae arcendae de la part de la personne lésée. Les dégâts occasionné à un fond par l'eau de pluie détournée sur un autre fond sont encadrés par la Loi des Douze Tables (Table VII : biens immobiliers)
Les eaux courantes - aqua profluens - sont, elles, res communis, choses communes.

### Directive de l'Union européenne
La directive 98/83/CE du Conseil du 3 novembre 1998 relative à la qualité des eaux destinées à la consommation humaine a défini, dans son article 2, les « eaux destinées à la consommation humaine ». Selon la directive des eaux sont :
- soit en l'état, soit après traitement, destinées à la boisson, à la cuisson, à la préparation d'aliments, ou à d'autres usages domestiques, quelle que soit leur origine et qu'elles soient fournies par un réseau de distribution, à partir d'un camion-citerne ou d'un bateau-citerne, en bouteilles ou en conteneurs ;

- utilisées dans les entreprises alimentaires pour la fabrication, la transformation, la conservation ou la commercialisation de produits ou de substances destinés à la consommation humaine, à moins que les autorités nationales compétentes n'aient établi que la qualité des eaux ne peut affecter la salubrité de la denrée alimentaire finale.

Mais une difficulté a néanmoins été soulignée par le législateur français, notamment lors des débats accompagnant le projet de loi sur l’eau et les milieux aquatiques examiné à l'Assemblée nationale en mai 2006. En effet, le terme « domestique » employé dans la directive a été traduit différemment selon les États membres. En conséquence, nombre d’entre eux[Lesquels ?] portent un jugement favorable sur l’utilisation de l’eau de pluie pour la chasse d'eau et pour le lavage du linge, ce qui n'est pas le cas de la France.

### Code civil français
En France, le régime légal des eaux pluviales et des eaux de source est déterminé par les articles 640 à 643 du code civil français. Tout propriétaire peut disposer des eaux pluviales tombées sur son fonds. « Il peut la récupérer, la stocker ou même la revendre... à la condition de ne pas causer un préjudice à autrui et particulièrement au propriétaire situé en contrebas de son terrain vers lequel l'eau s'écoule naturellement. »
Les eaux de pluie tombant sur les toits doivent être dirigées sur le propre terrain du propriétaire des constructions (recevant l'eau de pluie) ou sur la voie publique. Le maire peut cependant interdire (ou soumettre à conditions) le rejet d'eaux pluviales sur la voie publique. Cette interdiction s'inscrit dans le plan local d'urbanisme ou le règlement du service d'assainissement.
La gestion des eaux pluviales et de ruissellement a un coût, relevant en principe du budget général de la commune financé par le contribuable local (et non pas du budget spécifique de l'eau et de l'assainissement) : la loi sur l'eau et les milieux aquatiques (LEMA) du 30 décembre 2006 ouvre la voie vers une taxation des surfaces imperméabilisées destinée à couvrir les frais d'études et de travaux liés à la gestion des eaux pluviales. La loi du 12 juillet 2010 portant engagement national pour l'environnement (article 165) permet aux communes (et aux établissements publics de coopération intercommunale ou aux syndicats mixtes) de lever une écotaxe (taxe annuelle pour la gestion des eaux pluviales urbaines).

#### Loi sur l'eau et eaux pluviales
L'établissement des réseaux d'assainissement d'une agglomération doit permettre l'évacuation correcte des eaux pluviales afin d'empêcher la submersion des zones urbanisées et d'éviter la stagnation de ces eaux particulièrement dans les points bas de l'agglomération. Il existe deux grands types de réseau :
- les réseaux unitaires : ils reçoivent, en mélange, les eaux usées, les eaux pluviales et des produits de curage des égouts, mélange aussi appelé RUTP (Rejets Urbains de Temps de Pluie). C’est celui qui équipe la plupart des centres-villes ;
- les réseaux séparatifs (plus récents) : un collecteur est dévolu au transport des eaux usées, un autre est dévolu aux eaux de ruissellement issues des eaux pluviales. C'est par exemple le cas pour la zone d'assainissement de Seine-amont.

L’extension des zones urbanisées et l'intensification de l’agriculture et des drainages, en augmentant les surfaces imperméabilisées et la vitesse des flux accentuent la fréquence et l'intensité des crues. De plus, en ruisselant l'eau se charge d’éléments polluants. Le code de l’environnement (loi sur l’eau) soumet donc à autorisation ou à déclaration les rejets d’eaux pluviales. Il y a donc lieu, dans le cadre de tout projet, de vérifier si l’aménagement nécessite une procédure administrative préalable. Des documents de référence permettent d'améliorer l'application de ces textes, et d'informer les élus et promoteurs de ces procédures.
Jusque fin août 2008, la législation (dont le décret 2001-1220 du 20 décembre 2001 relatif aux eaux destinées à la consommation humaine à l'exclusion des eaux minérales naturelles transposant la directive 98/83/CEE) n'a pas clairement encouragé la collecte et réutilisation de l'eau pluviale. Il n'était « guère évident de savoir si l'utilisation d'une eau n'ayant pas fait l'objet d'un traitement comparable à l'eau distribuée par le réseau public d'adduction est autorisée ou non pour des usages intérieurs au bâtiment ».
Le Conseil supérieur d’hygiène publique de France (CSHPF) avait émis un avis concernant les doubles réseaux (eau de pluie / eau potable) et les risques de « repiquage » du réseau d’eau potable par des personnes non informées de l'existence d'un réseau pluvial. L'utilisation de l'eau pluviale (à l'intérieur de la maison) pour les toilettes ou le lavage du linge était donc interdite France (règlement sanitaire départemental..). Mais les DDASS (Direction départementales de l'action sanitaire et sociale), selon les départements, accordaient des dérogations pour l’installation de certains systèmes de récupération.
À partir de septembre 2008, à certaines conditions d’installation, d’entretien et de surveillance des installations de récupération et réutilisation, un arrêté autorise :
- la récupération des eaux de pluie ;
- certains usages (professionnels et/ou industriels, WC, arrosage des gazons), à l’intérieur et à l’extérieur des bâtiments.

L’eau de pluie reste interdite pour les usages nécessitant une eau « destinée à la consommation humaine ».
Pour des raisons d'hygiène et de précaution, la réutilisation reste interdite dans les établissements de santé et les établissements, sociaux et médico-sociaux, d’hébergement de personnes âgées ; les cabinets médicaux, les cabinets dentaires, les laboratoires d’analyses de biologie médicale et les établissements de transfusion sanguine ; les crèches, les écoles maternelles et élémentaires.
Laver le linge à l’eau de pluie (à la main ou en machine) n’est autorisé qu’à titre expérimental, avec un traitement adapté de l'eau, déclaré au ministère de la santé par le metteur sur le marché, ce qui permettra au dit-ministère « de saisir l’agence française de sécurité sanitaire des aliments (Afssa) pour analyse des risques éventuels » et le cas échéant adaptation de la réglementation « en fonction de ces conclusions » ; l’installateur devant par ailleurs tenir à disposition du ministère la liste de ses installations.
Le syndicat national des acteurs de la récupération d’eau de pluie (Snarep) prépare avec l'AFNOR une norme de réutilisation/récupération des eaux de pluie.
Un autre arrêté permettait déjà un crédit d'impôt sur les installations.

### Au Québec
Le Ministère des Affaires municipales et de l'Habitation (MAMH) a publié un guide des bonnes pratiques concernant la gestion durable des eaux de pluie.